# Eparchia di Bijnor
L'eparchia di Bijnor (in latino Eparchia Biinorensis) è una sede della Chiesa cattolica siro-malabarese in India suffraganea dell'arcidiocesi di Agra. Nel 2022 contava 4.500 battezzati su 11.224.000 abitanti. È retta dall'eparca Vincent Nellaiparambil.

## Territorio
L'eparchia comprende il distretto di Bijnor (esclusa la parte chiamata Dhampar) nello stato di Uttar Pradesh e i distretti di Pauri Garhwal, Rudraprayag, Tehri Garhwal, Chamoli e Uttarkashi, nonché parte del distretto di Haridwar nello stato di Uttarakhand in India. Ha giurisdizione su tutti i fedeli cattolici, indipendentemente dal rito di appartenenza.
Sede eparchiale è la città di Kotdwara, dove si trova la cattedrale di San Giuseppe.
Il territorio si estende su 33.819 km² ed è suddiviso in 49 parrocchie.

## Storia
L'esarcato apostolico di Bijnor è stato eretto il 23 marzo 1972 con la bolla In beatorum apostolorum di papa Paolo VI, ricavandone il territorio dalla diocesi di Meerut.
Il 26 febbraio 1977 l'esarcato è stato elevato al rango di eparchia con la bolla Quae cum Romano dello stesso papa Paolo VI.

## Cronotassi dei vescovi
Si omettono i periodi di sede vacante non superiori ai 2 anni o non storicamente accertati.
- Gratian Mundadan, C.M.I. (23 marzo 1972 - 14 agosto 2009 ritirato)
- John Vadakel, C.M.I. (14 agosto 2009 - 30 agosto 2019 ritirato)
- Vincent Nellaiparambil, dal 30 agosto 2019

## Statistiche
L'eparchia nel 2022 su una popolazione di 11.224.000 persone contava 4.500 battezzati, corrispondenti allo 0,0% del totale.
| anno | popolazione | popolazione | popolazione | presbiteri | presbiteri | presbiteri | presbiteri                | diaconi | religiosi | religiosi | parrocchie |
| anno | battezzati  | totale      | %           | numero     | secolari   | regolari   | battezzati per presbitero | diaconi | uomini    | donne     | parrocchie |
| ---- | ----------- | ----------- | ----------- | ---------- | ---------- | ---------- | ------------------------- | ------- | --------- | --------- | ---------- |
| 1980 | 419         | ?           | ?           | 27         |            | 27         | 15                        |         | 53        | 77        | 17         |
| 1990 | 793         | 4.086.560   | 0,0         | 29         | 2          | 27         | 27                        |         | 50        | 140       | 33         |
| 1999 | 1.893       | 2.992.300   | 0,1         | 34         | 10         | 24         | 55                        |         | 68        | 160       | 39         |
| 2000 | 1.911       | 2.993.867   | 0,1         | 30         | 12         | 18         | 63                        |         | 56        | 166       | 40         |
| 2001 | 1.982       | 3.045.000   | 0,1         | 35         | 14         | 21         | 56                        |         | 65        | 168       | 42         |
| 2002 | 2.106       | 3.047.500   | 0,1         | 38         | 17         | 21         | 55                        |         | 66        | 176       | 45         |
| 2003 | 2.127       | 3.056.000   | 0,1         | 42         | 20         | 22         | 50                        |         | 60        | 183       | 49         |
| 2004 | 2.238       | 3.072.000   | 0,1         | 46         | 46         |            | 48                        |         | 43        | 187       | 53         |
| 2006 | 2.827       | 3.210.000   | 0,1         | 55         | 29         | 26         | 51                        |         | 76        | 194       | 67         |
| 2009 | 3.542       | 3.281.500   | 0,1         | 83         | 40         | 43         | 42                        |         | 80        | 215       | 53         |
| 2012 | 3.705       | 3.488.000   | 0,1         | 69         | 47         | 22         | 53                        |         | 33        | 174       | 53         |
| 2015 | 4.136       | 10.321.899  | 0,0         | 73         | 48         | 25         | 56                        |         | 43        | 193       | 34         |
| 2018 | 4.292       | 10.712.980  | 0,0         | 81         | 53         | 28         | 52                        |         | 52        | 212       | 36         |
| 2020 | 4.328       | 11.002.450  | 0,0         | 84         | 54         | 30         | 51                        |         | 51        | 206       | 36         |
| 2022 | 4.500       | 11.224.000  | 0,0         | 83         | 55         | 28         | 54                        |         | 47        | 220       | 49         |